# Giáo hoàng đối lập Dioscorus
Dioscorus là một ngụy giáo hoàng từ ngày 22 tháng 9 năm 530 cho tới ngày 14 tháng 10 năm 530. Giáo hoàng Fêlix IV đã mong muốn Boniface làm người kế vị mình, một phần nhằm tránh một cuộc bạo động xảy ra vào ngày nhập chức như trường hợp của anh. Tuy nhiên, khi Felix qua đời đa số cử tri đã bỏ phiếu cho Dioscorus..
Mọi việc đã được giải quyết khi Dioscorus qua đời ba tuần sau đó, và mong muốn của Felix đã được thực hiện, ứng cử viên mà ông lựa chọn đã trở thành giáo hoàng Boniface II. Boniface đã buộc các giáo sĩ – những người đã bầu chọn cho Dioscorus phải hủy bỏ cuộc bầu cử và loại ông ta ra khỏi trí nhớ. Sau đó tài liệu này đã bị thiêu hủy theo yêu cầu của Agapetus I. 